# PZL SZD-30 Pirat
El PZL SZD-30 Pirat es un planeador monoplaza multipropósito de la firma polaca PZL Bielsko, que voló por primera vez en 1966 y comenzó a ser producido en 1967. Fue el primer planeador polaco con cola en T.

## Diseño y desarrollo
El SZD-30 es de construcción en madera. El ala alta incorpora frenos aéreos en ambas superficies superior e inferior. La sección interna del ala tiene cuerda constante y la sección externa es trapezoidal.
La sección delantera del fuselaje de madera está realizada en fibra de vidrio, siendo su sección transversal de 0,4 m2. El tren de aterrizaje principal monorrueda es fijo. La cubierta monopieza tiene abertura lateral. El fuselaje puede ser equipado con radios y equipo de oxígeno. Existen dos compartimentos de equipaje.

### Limitaciones operativas
En 2011, después de ocurrir una serie de casos de despegue de las uniones de madera que produjeron fallos estructurales, el poseedor del certificado de tipo emitió un boletín que reducía una serie de velocidades máximas de la aeronave. Específicamente, la velocidad a no exceder (VNE) se redujo a 195 km/h (121 mph, 105 nudos) y se prohibieron las maniobras acrobáticas.

## Variantes

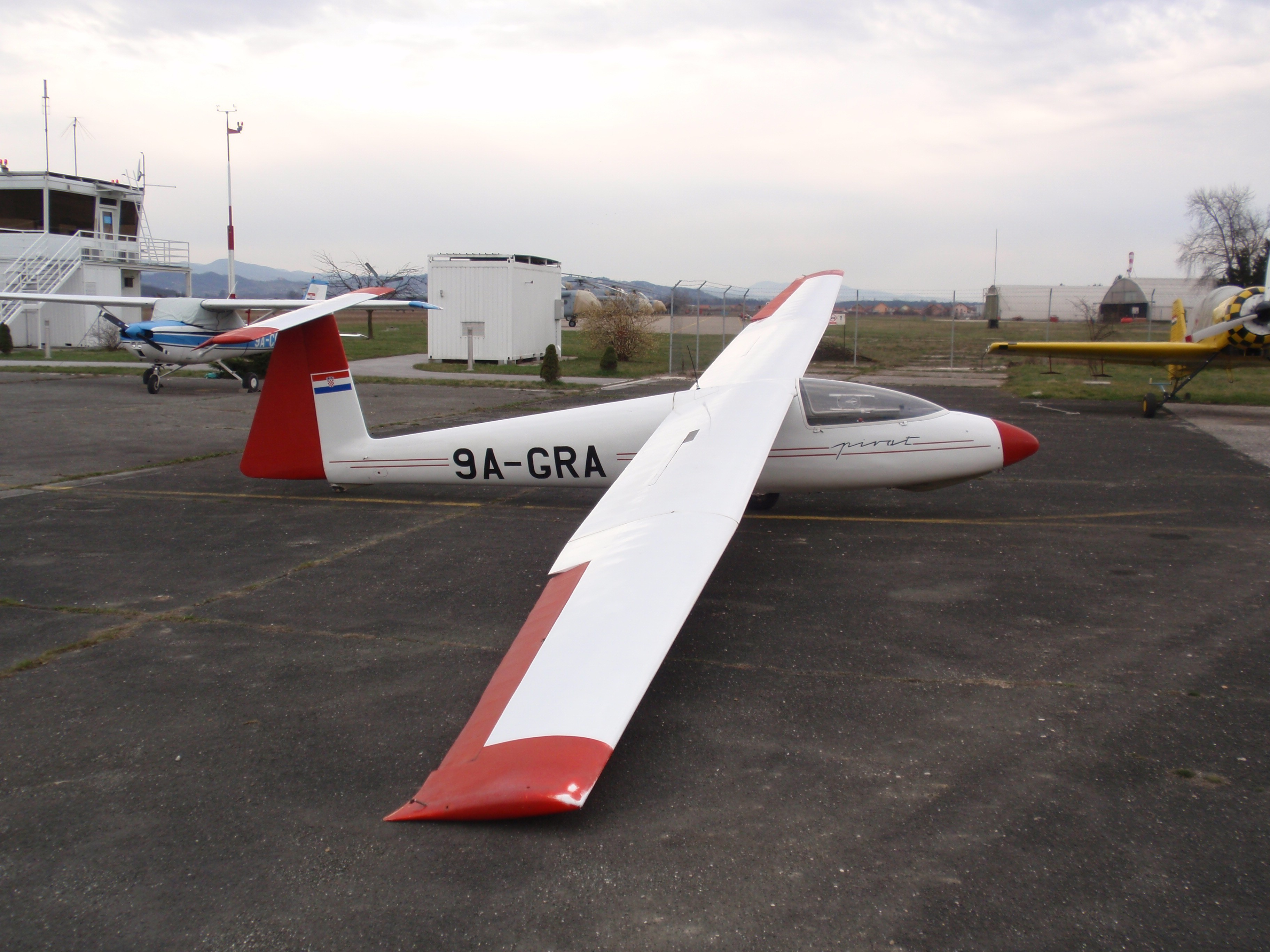
SZD-30 Pirat.

SZD-30
Prototipos.
SZD-30A Pirat
Versión de producción inicial.
SZD-30B Pirat 75
Un único prototipo.
SZD-30C Pirat
Versión de producción tardía, con alerones equilibrados de fibra de vidrio más pequeños, y cabina mayor. El primer -30C voló el 10 de enero de 1978.

## Especificaciones

### Características generales
- Tripulación: Uno (piloto)
- Longitud: 6,9 m (22,5 ft)
- Envergadura: 15 m (49,2 ft)
- Altura: 1 m (3,1 ft)
- Superficie alar: 13,8 m² (148,5 ft²)
- Perfil alar: FX-61-168/60-1261[1]
- Peso vacío: 260 kg (573 lb)
- Peso cargado: 370 kg (815,5 lb)
- Alargamiento: 16,3[1]

### Rendimiento
- Velocidad nunca excedida (Vne): 250 km/h (155 MPH; 135 kt)
- Velocidad de entrada en pérdida (Vs): 60,2
- Régimen máx. de planeo: 33
- Régimen de descenso: 0,70 m/s (138 pies/min)

## Aeronaves relacionadas

### Secuencias de designación
- Secuencia SZD-_ (interna de SZD): ← SZD-27 - SZD-28 - SZD-29 - SZD-30 - SZD-31 - SZD-32 - SZD-33 →
- Secuencia U._ (Aeronaves Utilitarias del Ejército del Aire español, 1978-presente): ← UD.13 - U.14 - UD.14 - U.15 - UE.16 - UE.17 - U.22